# 長岡市立阪之上小学校

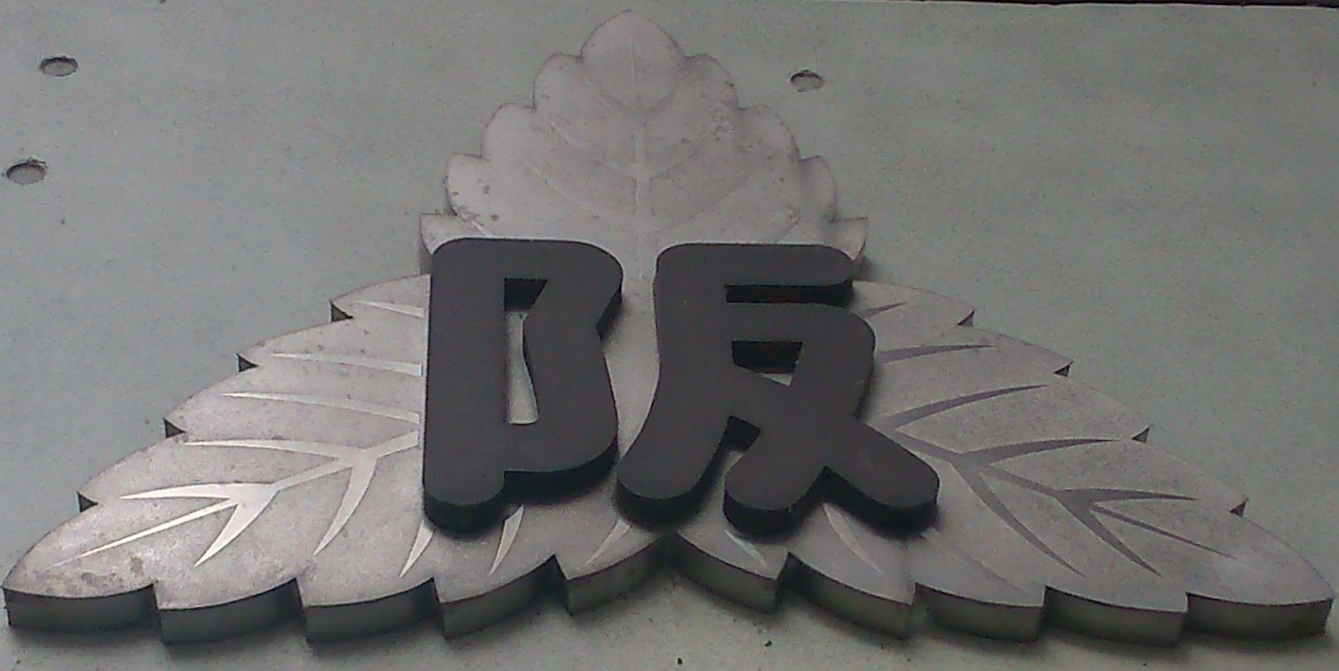
校章

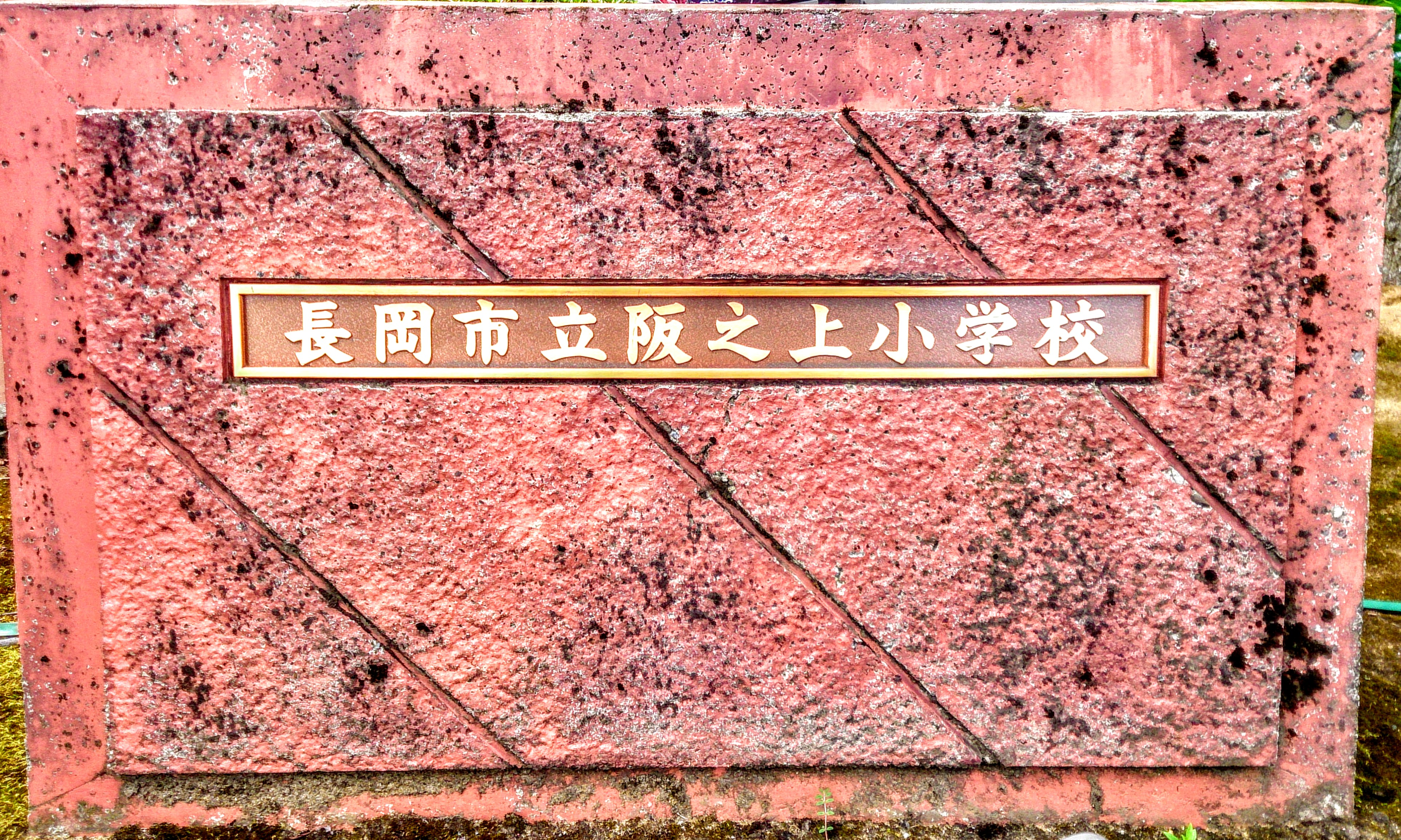
学校表示

長岡市立阪之上小学校（ながおかしりつ さかのうえしょうがっこう）は、新潟県長岡市の市立小学校。

## 概要
中越地方の主要都市である長岡市の旧市内にあり、市街地中心部にあるJR長岡駅の周辺一帯を校区としている。
校区は長岡駅から見て西側を東中学校、南側を南中学校、北側と東側が東北中学校の学区と重なっている。
校舎は2001年に新築されたもので、基本設計にはバリアフリー対策として身障者用トイレやエレベーターを取り入れたほか、1995年の阪神・淡路大震災で得られた災害時の免震構造、水道や電力などライフライン確保などの対策を盛り込んだ構造となっている。

### 児童データ
全263名（1年-28名、2年-51名・3年-39名、4年-36名、5年-57名、6年-42名、特支-10名）2021年4月1日統計）
自治組織として、みつば児童会を置いている。

### 校内
教室のある南側の校舎には屋上プールを備え、2階には北側にある楕円形の体育館（アリーナ）を結ぶ連絡橋を持つ。
1階の東側には「伝統館」と呼ばれる資料館を置いている。
館内には著名な卒業生などのゆかりの品や、江戸時代の長岡市街地の模型、長岡市千秋に設置されている米百俵群像の原型になった銅像などが展示されている。
児童玄関を入ってすぐの1階中央部には「みつばホール」と呼ばれる吹き抜けがあり、南側には図書室がある。
また、一般的に選挙の投票会場は学校施設の体育館が借用されるが、本校ではこのホールを投票会場として提供している。
（校舎配置はギャラリー内の校内図を参照）

### 校歌
第一校歌と第二校歌はともに3番まであるが、第一校歌の1番に関しては起源の同じ長岡高校の第二校歌と類似した歌詞となっている。

### 学校間交流
2004年の中越大震災以降、校舎を間借りした山古志小学校との交流が続いているほか、越後長岡藩主である三河牧野氏の故郷であり、校章に阪之上小と同じ「三つ柏」が使用されている 愛知県の豊川市立牛久保小学校との交流をしている。

### 記念日
開学は1869年（明治2年）5月1日、開校は1870年（明治3年）6月15日、創立は1874年（明治7年）10月15日としている。
開学は昌福寺に国漢学校を置いた日、開校は坂之上町に校舎を建て国漢学校を開いた日、創立は昌福寺に校舎が戻った日となっている。

### 開校までの経緯
幕末の当時勃発していた北越戦争のひとつ「戊辰戦争」で被災したことが、学校設立のきっかけになったとされる。
戦争で被災した長岡藩は、親交のあった三根山藩（のち嶺岡藩、現在の新潟市西蒲区）から百俵の食用米を見舞いとして贈られた。
しかし、長岡藩で大参事に就いていた小林虎三郎は「百俵の米も、食えばたちまちなくなるが、教育に充てれば明日の一万、百万俵となる」と周囲の武士に愉し、百俵の米を学校設立の資金としたい小林の意向で全て売却した。
これによって生じた資金をもとに、本校の原型となる国漢学校が寺子屋として開学した。

## 歴史

### 学校教育法施行まで
- 1869年5月：小林虎三郎や三島億二郎などが四郎丸の昌福寺に寺子屋として國漢學校を開設。
- 1870年6月：坂之上町（現：大手通2丁目）の長岡市役所跡 (現在のミライエ長岡）に校舎を建設、医学局を併置。
- 1871年5月：長岡小學校へ校名変更。
- 1872年：学制発令、分黌長岡小學校となる。
- 1874年10月15日：分黌長岡小学校から分離、昌福寺に移転。（創立記念日）
- 1874年10月：新潟県第三中學区公立第二十番小学阪之上校へ校名変更。
- 1877年3月30日：牧野城の跡地（現：坂之上町）に校舎を新築、移転。
- 1879年：教育令の改正、新潟県第七中學区公立第一番小學校へ校名変更。
- 1904年：古志郡町立阪之上尋常小学校へ校名変更。
- 1906年：市制施行、設置者が長岡市となる。
- 1919年：校舎改築、第一校歌を制定。
- 1920年：火災で校舎を焼失、校舎を新築する。
- 1923年9月15日：創立50周年記念式典。
- 1934年9月：玉蔵院町（現：坂之上町）950番地1号に校舎を新築、移転。
- 1941年4月：国民学校令の公布、阪之上国民學校へ校名変更。
- 1945年8月1日：長岡大空襲で被災、校舎を焼失。

### 阪之上小学校として
- 1947年：学校教育法の施行、現在の校名となる。
- 1948年3月28日：東坂之上1丁目に校舎を新築、移転。
- 1953年10月：創立80周年記念式典。第2校歌を制定。
- 1959年11月：火災で校舎を焼失。
- 1959年11月4日：焼失を免れた一部の校舎ほか、東中学校・南中学校の3ヶ所で分散授業を開始。
- 1960年8月31日：東中学校の跡地、現在地に校舎を新築。
- 1960年9月14日：分散授業終了、今朝白で授業を開始。
- 1960年10月14日：竣工式典。
- 1969年6月 - 開学100周年、記念式典。
- 1973年11月2日：創立100周年、祝賀会を開く。
- 1983年10月：創立110周年祝賀会。書籍「わたしたちの悠久山」初版を発刊。
- 1988年4月：科学技術庁（現：文部科学省）から長官賞を受賞。
- 1988年10月：伝統教室（伝統館の前身）を改装。
- 2000年8月：建て替え工事着工。
- 2001年9月：現在の校舎が完成。
- 2001年10月：旧校舎の解体工事を開始、2002年7月まで実施。
- 2002年7月：旧校舎跡地に運動場を設置。
- 2003年1月：雪灯ろうのライトアップイベントを開始、2010年代まで。
- 2004年2月：総合学習、英語劇「米百俵」をリリックホールで公演。演者はともだち学年6年生の児童。
- 2004年10月23日：中越大震災で校区が被災、停電に伴い自家発電装置を稼働。
- 2004年10月24日：体育館を避難所に転用、臨時休業。
- 2004年11月：防災公園の仮設住宅完成、体育館の避難所を閉鎖。授業再開、山古志小学校の機能を仮校舎として設置。
- 2005年3月：総合学習、みらい学年が平和劇「昔、長岡で戦争があったよ」を公演。(のち希望が丘小学校が受け継ぐ）
- 2006年4月1日：2学期制に移行。
- 2008年5月：開学140周年。
- 2009年4月1日：特別支援学級、すこやか1を設置。
- 2011年：特別支援学級、すこやか2を新設。
- 2013年10月14日：創立140周年、アオーレ長岡で記念式典。

## 学区
本校の学区は川崎小・四郎丸小・千手小・表町小の学区と一部が重なっており、東北中・東中・南中の学区にまたがるように広がっている。
(以下は南中の学区に指定された阪之上小の学区である)
1. 台町1丁目・台町2丁目 (一部は四郎丸小学校の学区と重なる)
2. 学校町3丁目 (四郎丸小学校の学区と重なり、ほとんどは四郎丸小学校の学区である)
3. 旭町1丁目・旭町2丁目 (一部は四郎丸小学校の学区と重なる)

(以下は東中の学区に指定された阪之上小の学区である)
1. 神田町1丁目
2. 坂之上町1丁目・東坂之上町2丁目・東坂之上町3丁目
3. 東坂之上町1丁目・東坂之上町2丁目・東坂之上町3丁目
4. 関東町
5. 袋町1丁目・袋町2丁目・袋町3丁目
6. 大手通1丁目・大手通り2丁目
7. 殿町1丁目・殿町2丁目・殿町3丁目
8. 長町1丁目 (一部)
9. 城内町1丁目・城内町2丁目・城内町3丁目

(以下は東北中の学区に指定された阪之上小の学区である)
1. 今朝白1丁目・今朝白2丁目・今朝白3丁目 (一部)
2. 福住1丁目・福住2丁目 (2丁目の一部は川崎小学校の学区と重なる)

### 進学先
- 長岡市立東中学校（駅より西側）
- 長岡市立東北中学校（駅より東側）
- 長岡市立南中学校（駅より南側）

## ギャラリー

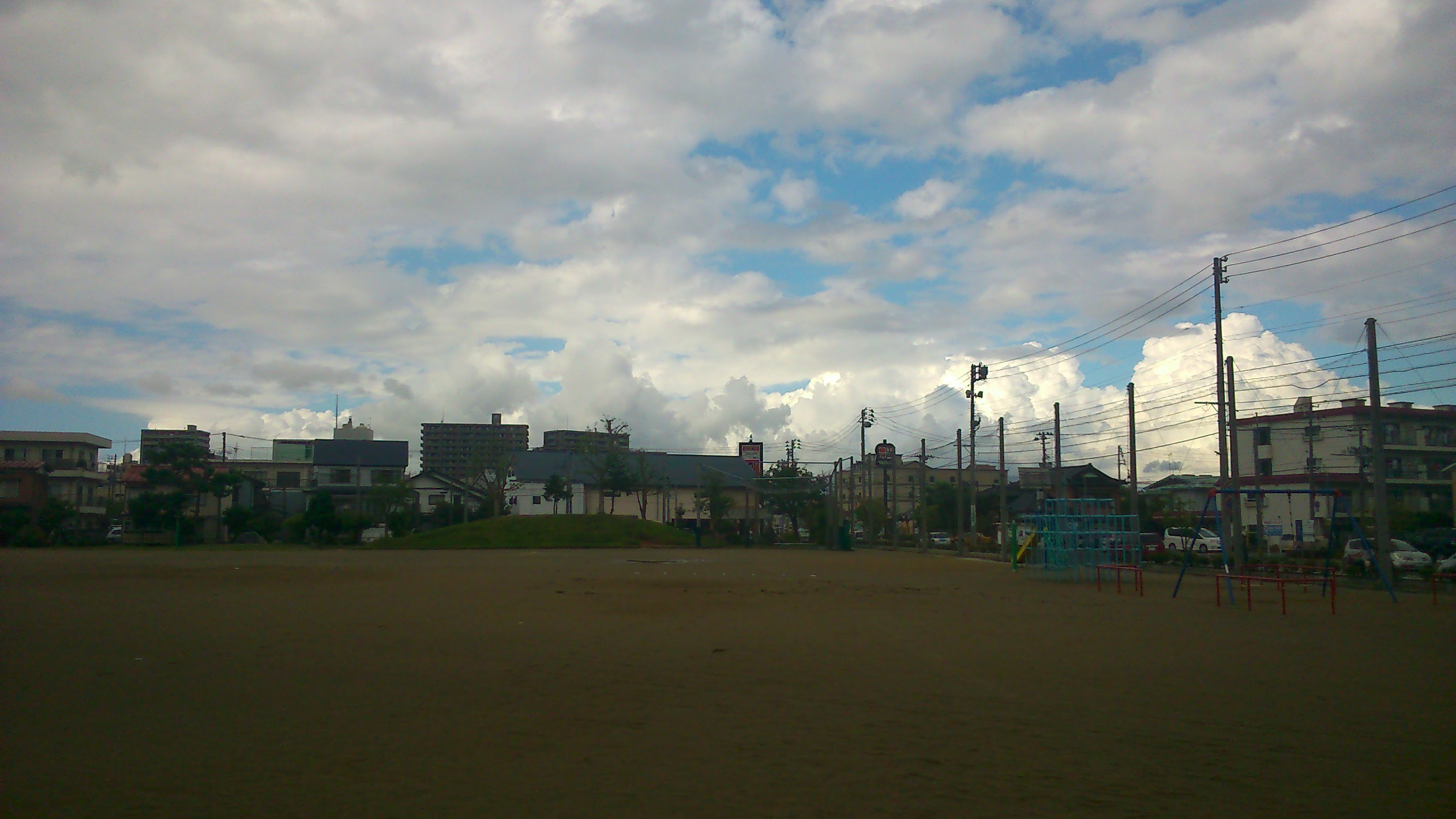
災害時は仮設トイレが設置できるように整備されている
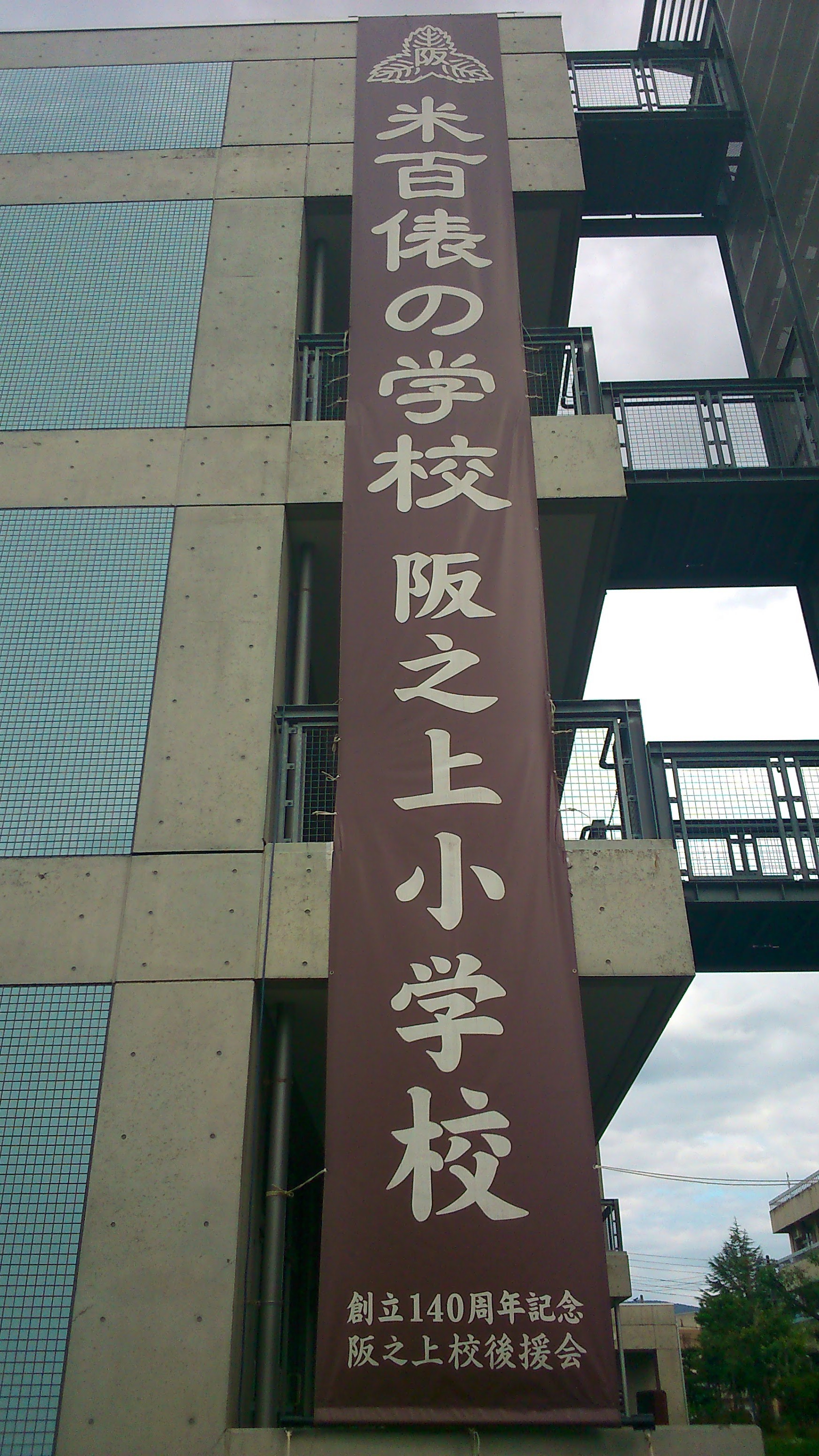
校舎に掲げられているのぼり
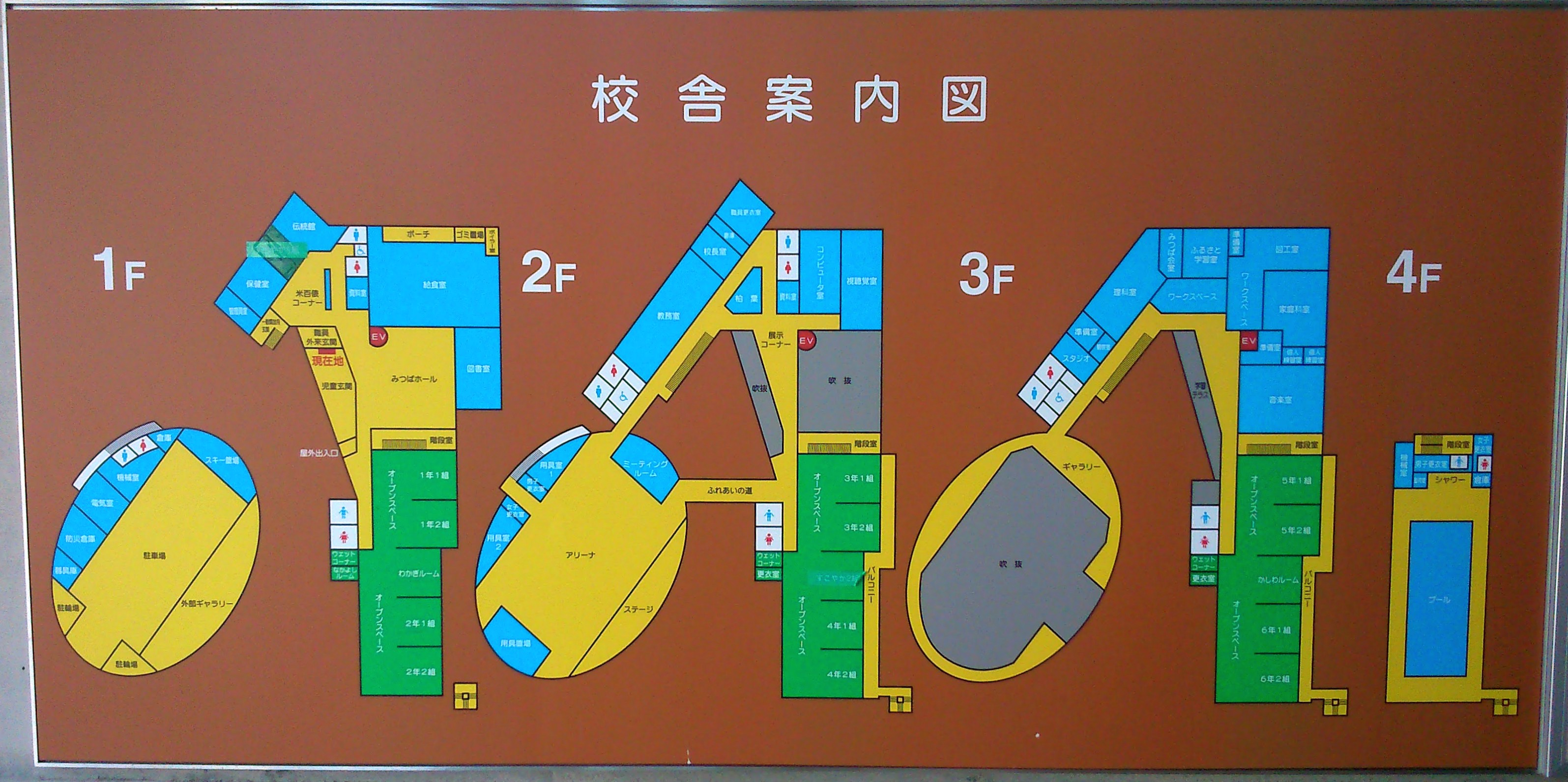
校内図
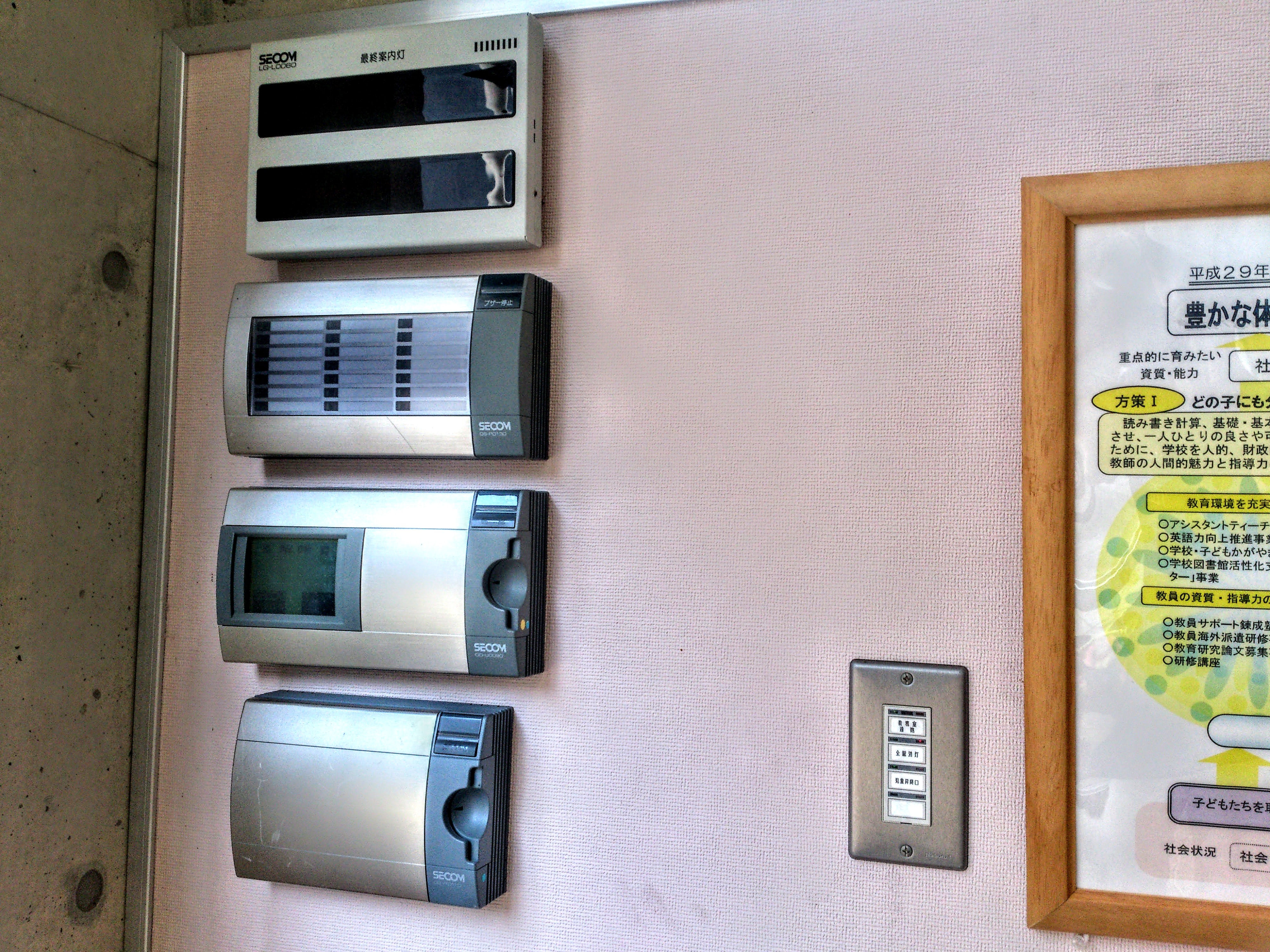
防犯設備
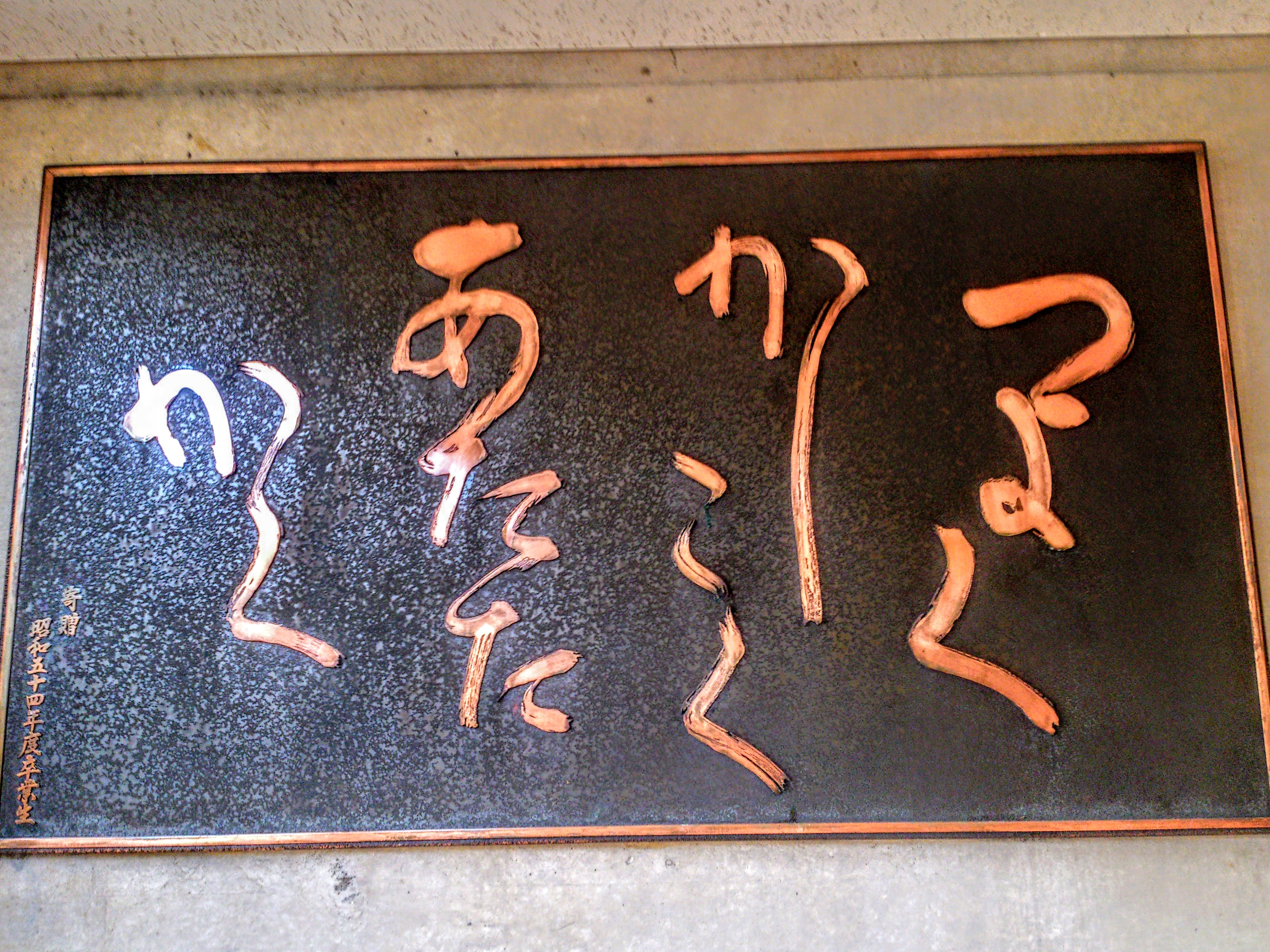
校訓のレリーフ
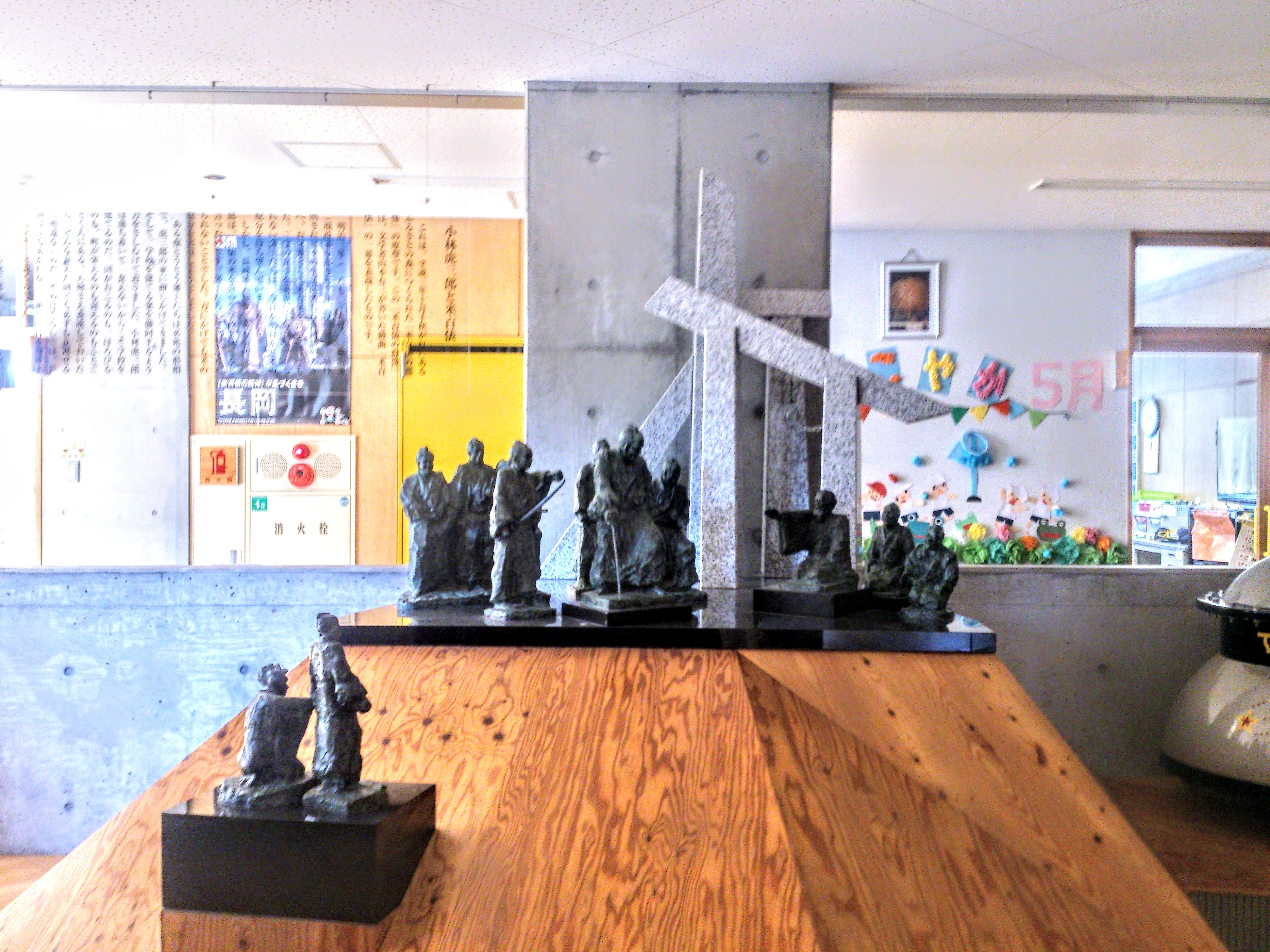
米百俵の群像
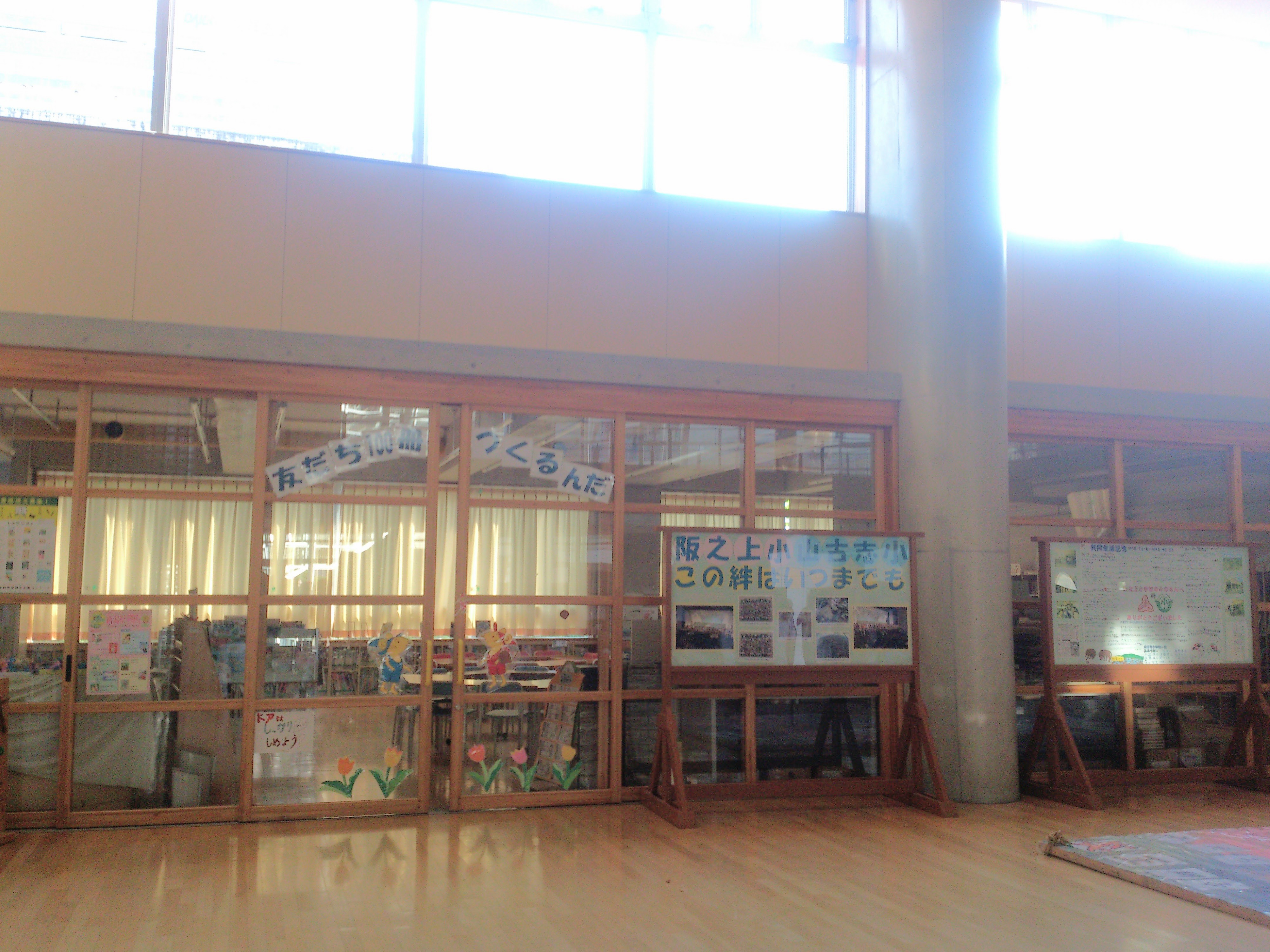
みつばホールに隣接する図書館

## 本校出身の著名人
（以下はいずれも卒業生でホームページの公式発表に基づく）
- 小山正太郎
- 小原直
- 山本五十六
- 堀口大學
- 入船亭扇辰

## 交通・アクセス方法
- JR長岡駅東口より北東へ約450m（徒歩：約10分）
- 越後交通・今朝白1丁目バス停より徒歩すぐ